# Коробкин, Михаил Петрович
Михаи́л Петро́вич Коро́бкин (1841, Полтава — после 1916 г.) — хирург, который в 1883 г. впервые в Российской империи выполнил операцию на лёгких.

## Биография
Михаил Петрович родился в Полтаве. Учился на медицинском факультете Киевского университета. С 1878 г. работал в Кременчуге, затем в Полтаве ведущим хирургом губернской земской больницы. В феврале 1883 года ординатор хирургического отделения Коробкин, спасая жизнь безнадежно больной девочки, провёл совершенно новую в практике медицины хирургическую операцию на легких.

## Память
В 1983 г. на южном фасаде хирургического корпуса клинической больницы им. Н. В. Склифосовского ему установлена мемориальная доска.